# 5. Gebirgs-Division
La 5. Gebirgs-Division (5ª divisione da montagna) era una divisione della Wehrmacht di truppe da montagna, l'equivalente degli Alpini italiani, operativa durante la seconda guerra mondiale. Combatté nell'operazione Marita, l'invasione della Grecia, a Creta, nel fronte orientale e in Italia, dove si arrese agli Alleati verso la fine delle ostilità.
Membro famoso della divisione fu Anton Wintersteiger, Gauleiter di Salisburgo nonché deputato del Reichstag, che militò nell'unità nel 1945.

## Storia
La 5. Gebirgs-Division prese vita nell'ottobre del 1940 in Tirolo, grazie ad elementi ceduti dalla 1. Gebirgs-Division e dall'85º reggimento fanteria della 10ª divisione fanteria. Il primo incarico operativo arrivò nell'aprile 1941 con l'invasione della Grecia, quando l'unità sfondò la linea Metaxas partendo da Petrič, Bulgaria. Una volta presa Atene, la divisione si insediò nella capitale in qualità di forza d'occupazione fino alla battaglia di Creta, iniziata il 20 maggio 1941.

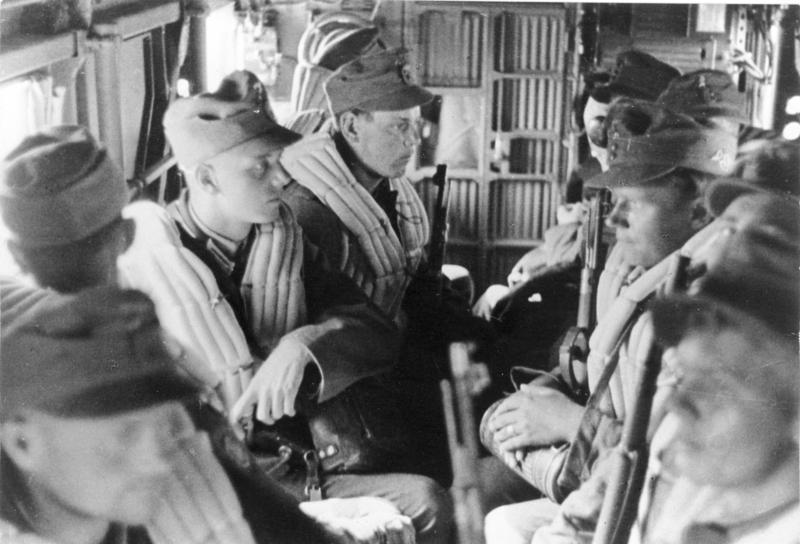
Soldati della 5ª divisione da montagna durante il trasferimento a Creta a bordo di un aereo da trasporto Junkers Ju 52

Per il trasporto della divisione a Maléme, nell'isola di Creta, vennero mobilitate due flottiglie di piccole imbarcazioni; una avrebbe dovuto trasportare 2.331 soldati, l'altra circa 4.000. La prima flottiglia salpò il 20 maggio ma venne attaccata da una squadra navale inglese agli ordini del contrammiraglio Bernard Rawlings, che affondò 12 navi provocando la morte di 300 soldati tedeschi. La seconda flottiglia imitò la prima due giorni dopo, anch'essa incappando nelle unità del contrammiraglio Edward Leigh Stuart King: mentre le navi tedesche invertirono la rotta, la Luftwaffe disperse le forze nemiche, tuttavia, ogni ulteriore trasporto di Gebirgsjäger avvenne via aria. La divisione partecipò quindi ai duri combattimenti che si svolsero nell'isola; quando il 95º battaglione del genio militare, facente parte della 5. Gebirgs-Division, venne attaccato da civili greci, venne ordinato di uccidere 10 civili per ogni soldato tedesco morto, ma non è noto se siano state compiute azioni in tal senso. Quando, il 1º giugno 1941, le truppe Alleate si arresero, la 5ª divisione da montagna aveva perso 325 effettivi tra cui 20 ufficiali, inoltre risultarono dispersi altri 488 soldati, gran parte dei quali uccisi mentre stavano atterrando con il paracadute nell'isola.
A giugno l'unità venne rimpatriata e l'inverno venne speso in Germania in attività di addestramento e riorganizzazione, preludio all'invio, avvenuto nell'aprile 1942, nel settore sud-ovest di Leningrado dove la divisione fronteggiò l'Armata Rossa fino al novembre 1943, contribuendo tra l'altro all'accerchiamento del cosiddetto "fronte Volchov" ma subendo perdite significative. La 5. Gebirgs-Division venne quindi trasferita in Italia settentrionale per un periodo di riposo, poi dal gennaio 1944 entrò in azione sulla linea Gustav, scontrandosi anche nella battaglia di Montecassino. A settembre era sulle Alpi Marittime, e il 2 maggio 1945 la 5. Gebirgs-Division si arrese alla 5ª armata statunitense nei pressi di Torino.

## Ordine di battaglia
- Stab (quartier generale)
- 85. Gebirgsjäger-Regiment (85º reggimento truppe da montagna)
- 100. Gebirgsjäger-Regiment
- 95. Aufklärungs-Bataillon (95º battaglione ricognizione)
- 95. Panzerjäger-Bataillon (95º battaglione anticarro)
- 73. leichte Flak Batterie (Luftwaffe) (73ª batteria antiaerea leggera della Luftwaffe)
- 95. Gebirgs-Artillerie-Regiment (95º reggimento artiglieria da montagna)
  - I. - IV. Abteilung (su quattro battaglioni)
- 95. Gebirgs-Pionier-Bataillon (95º battaglione del genio militare)
- 95. Nachrichten-Bataillon (95º battaglione comunicazioni)
- 95. Nachschubtruppen (truppe di supporto)

## Decorazioni
Settanta soldati della 5. Gebirgs-Division vennero premiati con la Croce Tedesca in oro, 21 con la spilla d'onore dell'esercito in oro e 31 con la Croce di Cavaliere della Croce di Ferro, delle quali una era con fronde di quercia.

## Comandanti
| Nome          | Grado                      | Inizio           | Fine             |
| Julius Ringel | General der Gebirgstruppen | 1º novembre 1940 | 10 febbraio 1944 |
| Max Schrank   | Generalleutnant            | 10 febbraio 1944 | 18 gennaio 1945  |
| Hans Steets   | Generalmajor               | 18 gennaio 1945  | 8 maggio 1945    |

Dati tratti da: